# Шептуховский сельсовет
Шептухо́вский сельсовет — муниципальное образование со статусом сельского поселения в Кореневском районе Курской области Российской Федерации.
Административный центр — село Шептуховка.

## История
Статус и границы сельсовета установлены Законом Курской области от 21 октября 2004 года № 48-ЗКО «О муниципальных образованиях Курской области».
Законом Курской области от 26 апреля 2010 года № 26-ЗКО в состав сельсовета включены населённые пункты упразднённых Плодосовхозского и Сафоновского сельсоветов.

## Население
| 2002  | 2010  | 2012  | 2013  | 2014  | 2015  | 2016  |
| ----- | ----- | ----- | ----- | ----- | ----- | ----- |
| 967   | ↗1671 | ↘1629 | ↘1576 | ↘1538 | ↘1490 | ↘1441 |
| 2017  | 2018  | 2019  | 2020  | 2021  |       |       |
| ↘1409 | ↘1397 | ↘1385 | ↘1345 | ↘1104 |       |       |

## Состав сельского поселения
| № | Населённый пункт | Тип населённого пункта       | Население |
| - | ---------------- | ---------------------------- | --------- |
| 1 | Алексеевский     | хутор                        | ↘5        |
| 2 | Каучук           | посёлок                      | ↘610      |
| 3 | Михайловка       | деревня                      | ↘8        |
| 4 | Мордвин          | хутор                        | ↘12       |
| 5 | Общий Колодезь   | село                         | ↘110      |
| 6 | Петровское       | деревня                      | ↘21       |
| 7 | Сафоновка        | село                         | ↘186      |
| 8 | Скрылевка        | село                         | ↘62       |
| 9 | Шептуховка       | село, административный центр | ↘657      |